# Terminalia nipensis
Terminalia nipensis är en tvåhjärtbladig växtart som beskrevs av Brother Alain. Terminalia nipensis ingår i släktet Terminalia och familjen Combretaceae. Inga underarter finns listade i Catalogue of Life.